# Olga Gorbunova
Pour les articles homonymes, voir Belova et Gorbounov.
Olga Gorbunova, née Olga Belova,  est une joueuse russe de water-polo née le 27 août 1993 à Zlatooust. Elle a remporté avec l'équipe de Russie la médaille de bronze du tournoi féminin aux Jeux olympiques d'été de 2016 à Rio de Janeiro.